# Manuel Marín
Pour les articles homonymes, voir Manuel González (homonymie), Marín et González.
Manuel Marín González, né le 21 octobre 1949 à Ciudad Real et mort le 4 décembre 2017 à Madrid, est un homme d'État espagnol membre du Parti socialiste ouvrier espagnol (PSOE).
Universitaire, il adhère au PSOE quand celui-ci se trouve toujours dans la clandestinité. Dès 1977, il est élu député de Ciudad Real au Congrès des députés. Il devient secrétaire d'État aux Affaires européennes cinq ans plus tard.
Il est choisi en 1985 pour intégrer la Commission européenne à la suite de l'adhésion de l'Espagne à la CEE. Il intègre l'exécutif communautaire en 1986, avec le titre de vice-président qu'il conserve 13 ans. Sur la même période, il est successivement commissaire aux Affaires sociales, puis commissaire au Développement et enfin commissaire aux Relations extérieures. Il est considéré comme étant le fondateur du programme européen Erasmus.
Après que Jacques Santer a dû remettre sa démission en mars 1999, le Conseil européen le nomme président de la Commission par intérim. Il est remplacé six mois plus tard par Romano Prodi. À cette occasion, Pedro Solbes le remplace au sein de l'exécutif communautaire. Il est ainsi le seul Espagnol à avoir présidé cette instance de l'Union européenne.
Il revient à la politique espagnole dès 2000, comme député de Ciudad Real. Après les élections de 2004, il est élu au poste de président du Congrès des députés. Ne se représentant pas en 2008, il se retire de la vie politique.

## Biographie
Licencié en droit de l'université complutense de Madrid, il se spécialise en droit européen à l'université de Nancy et au Collège d'Europe de Bruges.
Il a également été professeur à l'université Charles III de Madrid.
Le 22 juillet 2008, il devient président de la fondation Iberdrola.

### Activité politique

#### Les débuts en Espagne
Lors de son passage en Belgique, Manuel Marín entre en contact avec des membres du Parti socialiste ouvrier espagnol, qui se trouve alors dans la clandestinité. Il y adhère en 1974.
Il revient ensuite en Espagne et travaille au département des Relations internationales du PSOE. Pour les élections législatives constituantes du 15 juin 1977, il se présente dans la circonscription électorale de Ciudad Real et se fait élire au Congrès des députés. Il est réélu au cours des élections législatives du 1er mars 1979. Pendant ces deux premiers mandats, il est notamment membre de la commission des Affaires étrangères.
Il obtient un troisième mandat lors des élections législatives anticipées du 28 octobre 1982. Il est nommé le 8 décembre suivant secrétaire d'État aux Relations avec les Communautés européennes. Il participe alors à la phase finale des négociations d'adhésion de l'Espagne, qui s'achèvent le 12 juin 1985 par la signature du traité d'adhésion. Il devient secrétaire d'État aux Communautés européennes en août suivant.

#### Au niveau européen
Il remet sa démission au mois d'octobre 1985, après avoir été désigné avec Abel Matutes comme futur commissaire européen espagnol.
Le 5 janvier 1986, Manuel Marín devient vice-président de la Commission européenne, commissaire aux Affaires sociales, à l'Emploi, à l'Éducation et à la Formation dans la première Commission des Communautés européennes formée par le Français Jacques Delors.
Lors de la formation de la Commission Delors II le 6 janvier 1989, il est confirmé en tant que vice-président du collège. Il est parallèlement désigné commissaire européen à la Coopération, au Développement et à la Pêche. À la nomination de la Commission Delors III le 1er janvier 1993, il perd le portefeuille de la Pêche au profit de celui de l'Aide humanitaire.
Quand le Luxembourgeois Jacques Santer prend la suite de Delors et constitue sa Commission, Marín est choisi comme premier vice-président et commissaire aux Relations extérieures avec le Sud de la Méditerranée, l'Amérique latine et le Moyen-Orient. Il est alors le plus ancien commissaire européen en fonction, étant le dernier membre de la Commission Delors I encore en fonction.

#### Président de la Commission par intérim
Le collège des commissaires annonce sa démission le 15 mars 1999, après avoir été mis en cause par le Parlement européen pour des affaires de mauvaise gestion budgétaire et de népotisme. Dès le lendemain, le Conseil européen acte que Manuel Marín occupe par intérim le poste de président de la Commission européenne. La Commission Marín constitue alors une réplique exacte de la Commission Santer, le nouveau chef de l'exécutif communautaire conservant ses fonctions de commissaire.
Il cède ses fonctions le 12 septembre 1999 à l'Italien Romano Prodi. Il n'est alors pas reconduit dans la Commission que constitue ce dernier, les socialistes espagnols ayant proposé Pedro Solbes pour siéger au sein du collège des commissaires. Solbes était déjà son successeur comme secrétaire d'État, 14 ans plus tôt.

#### Le retour en Espagne
De retour en Espagne, il prend la tête de la liste socialiste pour les élections générales du 12 mars 2000 dans la province de Ciudad Real.
Élu au Congrès des députés à l'occasion du scrutin, il est réélu au moment des législatives du 14 mars 2004, remportées par le PSOE. Le 2 avril suivant et à la suite d'un accord avec les partis minoritaires, il est élu Président du Congrès des députés. Il reste à ce jour le seul à avoir appliqué une mesure d'expulsion à l'encontre d'un autre député, en l'occurrence Vicente Martínez-Pujalte, du Parti populaire, qu'il avait rappelé à l'ordre par trois fois.
Le 15 novembre 2007, Manuel Marín annonce qu'il se retire de la vie politique, et qu'il prend la présidence d'une fondation du géant basque de l’énergie Iberdrola consacrée à la lutte contre le changement climatique.
Il meurt le 4 décembre 2017 à Madrid, des suites d'un cancer du poumon.

## Hommages
La promotion 2014 de la European School of Political and Social Sciences (ESPOL) de l'Université Catholique de Lille porte son nom.
La promotion 2018-2019 du Collège d'Europe porte son nom, faisant de lui le premier ancien élève de l'école à devenir patron de promotion.

## Sources

## Compléments